# Gornja Trnava (Crveni krst)
Pour les articles homonymes, voir Gornja Trnava.
Gornja Trnava (en serbe cyrillique : Горња Трнава) est un village de Serbie situé dans la municipalité de Crveni krst et sur le territoire de la ville de Niš, district de Nišava. Au recensement de 2011, il comptait 285 habitants.

## Démographie

### Évolution historique de la population
| 1948 | 1953 | 1961 | 1971 | 1981 | 1991 | 2002 | 2011 |
| ---- | ---- | ---- | ---- | ---- | ---- | ---- | ---- |
| 467  | 464  | 473  | 423  | 383  | 360  | 309  | 285  |

|  |